# Torneo Regional del Noroeste 2002
El Torneo Regional del Noroeste 2002 fue la cuarta edición de la competición regional de rugby del noroeste Argentino. Con clubes de la Unión de Rugby de Tucumán, Jujuy, Salta y Santiago del Estero en 3 categorías.
Universitario y Cardenales se consagraron campeones del regional del NOA por primera vez en su historia. Cardenales cortó una sequía de 38 años sin títulos.

## Forma de disputa
Se jugó una primera fase, a dos ruedas todos contra todos, entre los 10 equipos donde los primeros 4 primeros clasificaron a la Zona Campeonato. Los 4 primeros de la Zona Campeonato jugaron entre sí, a una rueda, con arrastre de puntos de la clasificación anterior, para definir el campeón del Torneo Regional 2002.

## Equipos
| Unión                      | Equipo               | Ciudad                |
| -------------------------- | -------------------- | --------------------- |
| Unión de Rugby de Tucumán  | Cardenales           | San Miguel de Tucumán |
| Unión de Rugby de Tucumán  | Universitario        | San Miguel de Tucumán |
| Unión de Rugby de Tucumán  | Huirapuca            | Concepción            |
| Unión de Rugby de Tucumán  | Tarcos               | San Miguel de Tucumán |
| Unión de Rugby de Tucumán  | Lawn Tennis          | San Miguel de Tucumán |
| Unión de Rugby de Tucumán  | Tucumán Rugby        | Yerba Buena           |
| Unión de Rugby de Tucumán  | Lince                | San Miguel de Tucumán |
| Unión de Rugby de Tucumán  | Bajo Hondo           | San Miguel de Tucumán |
| Unión de Rugby de Salta    | Universitario        | Salta                 |
| Unión Santiagueña de Rugby | Santiago Lawn Tennis | Santiago del Estero   |

### Distribución geográfica de los equipos
| Jurisdicción                     | Cant. | Equipos                                                                                         |
| -------------------------------- | ----- | ----------------------------------------------------------------------------------------------- |
| Provincia de Tucumán             | 8     | Universitario, Lawn Tennis, Los Tarcos,Tucuman Rugby, Huirapuca, Cardenales, Lince y Bajo Hondo |
| Provincia de Salta               | 1     | Universitario                                                                                   |
| Provincia de Santiago del Estero | 1     | Santiago Lawn Tennis                                                                            |

## Primera fase

### Tabla de posiciones
| Pos. | Equipo               | Encuentros | Encuentros | Encuentros | Encuentros |
| Pos. | Equipo               | PJ         | PG         | PE         | PP         |
| ---- | -------------------- | ---------- | ---------- | ---------- | ---------- |
| 1.º  | Universitario (T)    | 18         | 15         | 0          | 3          |
| 2.º  | Cardenales           | 18         | 14         | 0          | 4          |
| 3.º  | Huirapuca            | 18         | 14         | 0          | 4          |
| 4.º  | Universitario (S)    | 18         | 10         | 3          | 5          |
| 5.º  | Tucuman Rugby        | 18         | 10         | 2          | 6          |
| 6.º  | Lince                | 18         | 8          | 1          | 9          |
| 7.º  | Los Tarcos           | 18         | 6          | 1          | 11         |
| 8.º  | Lawn Tennis          | 18         | 5          | 1          | 12         |
| 9.º  | Santiago Lawn Tennis | 18         | 4          | 0          | 14         |
| 10.º | Bajo Hondo           | 18         | 0          | 0          | 18         |

|  | Clasificados a la zona campeonato |

## Zona campeonato
| Equipos           | Encuentros | Encuentros | Encuentros | Encuentros |
| Equipos           | PJ         | PG         | PE         | PP         |
| ----------------- | ---------- | ---------- | ---------- | ---------- |
| Universitario (T) | 3          | 2          | 0          | 1          |
| Cardenales        | 3          | 3          | 0          | 0          |
| Huirapuca         | 3          | 1          | 0          | 2          |
| Universitario (S) | 3          | 0          | 0          | 3          |
| Campeones Universitario (T) y Cardenales |